# Hôtel Le Tellier

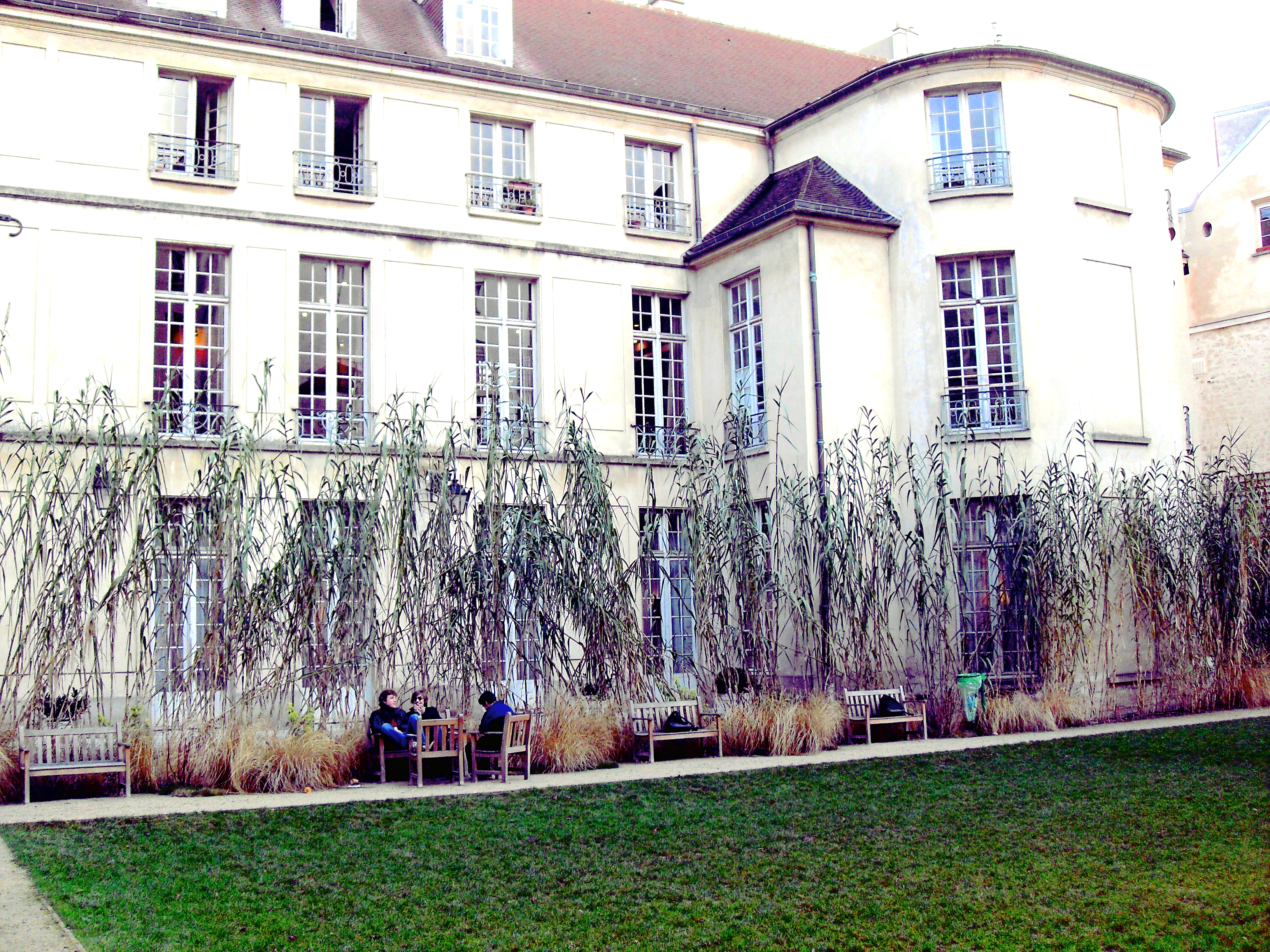
Zadní fasáda paláce Le Tellier

Hôtel Le Tellier, též Hôtel de Coulanges je městský palác v Paříži. Nachází se v ulici Rue des Francs-Bourgeois č. 35-37 ve 4. obvodu v historické čtvrti Marais.

## Historie
V 17. století zakoupil na místě dnešního paláce pozemky Jean-Baptiste Scarron, královský rádce a sekretář a nechal zde vybudovat palác s corps de logis a na něj kolmé křídlo. Palác koupil v roce 1640 královský rádce Philippe II. de Coulanges, který zde již pobýval jako nájemník, za 67 100 liver. Jeho otec Philippe I. de Coulanges (1572-1636), královský pokladník si nechal vystavět palác na Place Royale, dnešní Hôtel Coulanges. Jeho syn palác na náměstí nevyužíval a až do své smrti v roce 1659 žil ve vlastním paláci. Po něm jej zdědil jeho syn Philippe Emmanuel de Coulanges, radní pařížského parlamentu. Jeho manželkou se stala Marie-Angélique Dugué, neteř kancléře Le Telliera, jehož palác s nimi sousedil a v roce 1662 jej od nich odkoupil. Palác poté sloužil k ubytování četného kancléřova služebnictva. Po jeho smrti roku 1685 palác zdědil jeho mladší syn Charles-Maurice Le Tellier který se stal remešským arcibiskupem, který zde bydlel až do roku 1703, kdy palác koupil Edme Beaugier. V roce 1707 byl palác přestavěn do dnešní podoby. V roce 1714 po Beaugierově smrti palác získala jeho dcera Charlotte-Madeleine a po ní její sestřenice Marie-Anne Gevry. V roce 1740 palác koupil Louis-Étienne Chabenat, parlamentní rada a po jeho smrti roku 1748 jej získal jeho syn André-Charles-Louis Chabenat de Bonneuil, prezident pařížského parlamentu. V roce 1775 palác koupil účetní dozorce Durand-Pierre Puy de Vérine. Se svou manželkou byl popraven během Hrůzovlády.

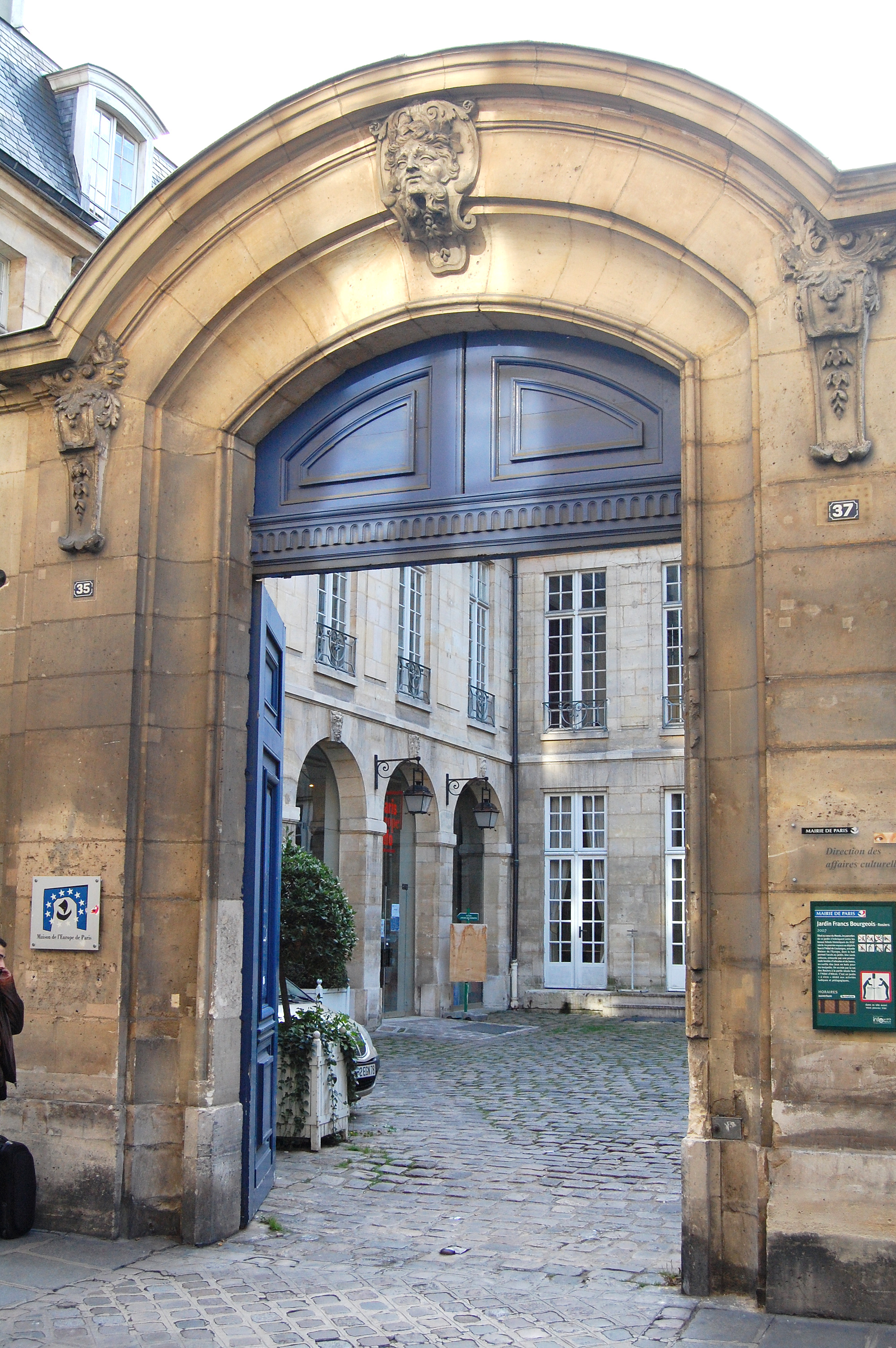
Portál z ulice

Palác je od roku 1961 chráněn jako historická památka. V roce 1978 jej koupilo město Paříž a zřídilo v něm Dům Evropy (Maison de L'Europe).